# Koalicja Karat
Koalicja KARAT (KARAT Coalition) – regionalna sieć kilkudziesięciu organizacji pozarządowych i jednostek działających na rzecz sprawiedliwości społecznej i równości między płciami w krajach Europy Środkowo-Wschodniej i Wspólnoty Niepodległych Państw. Zajmuje się m.in. lobbingiem, organizacją szkoleń, tworzeniem raportów dotyczących warunków pracy w zawodach i sektorach sfeminizowanych (szwaczki, kasjerki), badaniem wpływu reform społecznych i gospodarczych na relacje między płciami.
Utworzona 1 lutego 1997 w Warszawie przez organizacje kobiece z 11 krajów. Początkowo działała jako nieformalna sieć skoncentrowana na monitorowaniu realizacji postanowień Konferencji Pekińskiej i wypracowywaniu dalszych rekomendacji. W roku 2001 zarejestrowana jako organizacja międzynarodowa z siedzibą w Warszawie.
Prowadzi trzy programy węzłowe:
- prawa kobiet (w szczególności prawa pracownicze)
- sprawiedliwość ekonomiczna
- płeć i rozwój

Polskimi członkami Koalicji KARAT są m.in. Federacja na rzecz Kobiet i Planowania Rodziny, Gender Studies ISNS UW, Stowarzyszenie Kobiet na rzecz Równego Statusu Płci - Pekin 1995, Ewa Charkiewicz.